# 1745 en santé et médecine
| Années de la santé et de la médecine : 1742 - 1743 - 1744 - 1745 - 1746 - 1747 - 1748    |
| Décennies de la santé et de la médecine : 1710 - 1720 - 1730 - 1740 - 1750 - 1760 - 1770 |

Cet article présente les faits marquants de l'année 1745 en santé et médecine.

## Évènements

### France
- Paul-Jacques Malouin (1701-1778) est nommé « par le gouvernement, le parlement et la faculté » pour porter des secours contre l'épizootie qui règne dans les environs de Paris[1].

### Royaume-Uni
- Acte final de séparation des barbiers et des chirurgiens de Londres, qui met un terme à deux siècles d’une histoire corporative commune[2],[3].

## Publications
- Jacques Daran (1701-1784) publie la première édition de ses Observations chirurgicales sur les maladies de l’urètre, traitées suivant une nouvelle méthode[Note 1]. Il traite les rétrécissements de l'urètre par la dilatation au moyen de bougies.
- Julien Offray de La Mettrie (1709-1751) publie Aphorismes de Monsieur Herman Boerhaave sur la connaissance et la cure des maladies.

## Naissances
- 9 mars : Antoine Quinquet (mort en 1803), pharmacien français.
- 19 mars : Johann Peter Frank (mort en 1821), médecin hygiéniste allemand, un des fondateurs de la santé publique et de la médecine sociale.
- 20 avril : Philippe Pinel (mort en 1826), médecin aliéniste français.
- 29 septembre : Jean-Baptiste Pussin (mort en 1811), surveillant de l'asile de Bicêtre, puis de la Salpêtrière, un des précurseurs de la fonction d'infirmier psychiatrique, assistant de Philippe Pinel (voir ci-dessus).
- 14 octobre : Jean-Nicolas Laloy  (mort en 1804), médecin et homme politique français[4].

### Sans date
- Jean-Baptiste Dumangin (mort en 1826), médecin français qui a pris part à l'autopsie de Louis XVII.

## Décès
- 30 mai : Johann Adam Kulmus (né en 1689), anatomiste allemand.
- juillet : Diego Mateo Zapata, médecin espagnol.